# Loud
Loud —en español: Ruidoso— es el quinto álbum de estudio de la cantante barbadense Rihanna, lanzado el 12 de noviembre de 2010 por Def Jam Recordings. El álbum fue un completo cambio musical para la cantante ya que su álbum anterior, Rated R (2009), contó con un tono triste, con temas oscuros y con elementos del hip hop, rock y dubstep. Loud se centró más en géneros relacionados al pop, que van desde el dance-pop, electro-R&B y marca su retorno a sus raíces en el dancehall, que fue destacado en sus álbumes anteriores como Music of the Sun (2005) y A Girl Like Me (2006), al mismo tiempo incorpora otros géneros, como el rock en «California King Bed» y el reggae en «Man Down».
Las Sesiones de grabación del álbum se llevaron a cabo entre febrero y agosto de 2010, sobre todo durante la gira The Last Girl On Earth Tour y la filmación de su primera película, Battleship (2012). Rihanna produjo y trabajó con varios productores en el álbum, incluyendo a Stargate, The Runners, Polow da Don, Tricky Stewart, y Alex da Kid, entre otros. El álbum también incluye la colaboración de varios cantantes, como Drake, Nicki Minaj y Eminem, que aparece en la secuela de «Love the Way You Lie», «Love the Way You Lie (Part II)», en donde Rihanna es la vocalista principal. Britney Spears también fue presentada en el remix de «S&M», cuando fue lanzado oficialmente como un sencillo, aunque ella no aparece en la versión del álbum. 
Tras su lanzamiento, Loud ha recibido críticas positivas de los críticos de la música, los cuales apoyaron el material optimista y el rendimiento vocal de Rihanna. El álbum debutó en el número tres en el Billboard 200, con ventas de 207.000 copias, dando a Rihanna su más alto debut en una primera semana de ventas hasta la fecha. El álbum debutó número uno en las listas de álbumes de Canadá, Suiza, Irlanda, Escocia, Noruega, Japón, Croacia, Turquía y Reino Unido. 
El álbum presentó seis sencillos, incluyendo los éxitos internacionales «Only Girl (In The World)», «What's My Name?» y «S&M». Todos alcanzaron el número uno en el Billboard Hot 100, «S&M», convirtiéndose en su décimo número uno, por lo que Rihanna es la artista más joven y que se ha acumulado diez canciones número uno en el menor tiempo posible, superando a Mariah Carey. En el Reino Unido «Only Girl (In The World)» y «What's My Name?» alcanzaron el número uno, mientras que «S&M» alcanzó el puesto número tres. «California King Bed», el cuarto sencillo, alcanzó el número uno en Polonia. «Man Down» alcanzó el número uno en Francia por cinco semanas. El primer sencillo «Only Girl (In The World)» ganó el premio Grammy por Mejor Grabación Dance. En apoyo al álbum, Rihanna se embarcó en su tercera gira de conciertos en todo el mundo, Loud Tour, con diez conciertos en el O2 Arena de Londres, debido a la alta demanda pública.

## Antecedentes y grabación

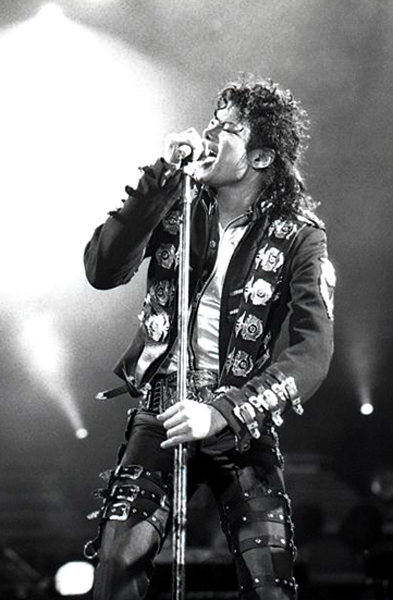
El vicepresidente de Def Jam Records, Bu Thiam, comparó el álbum con Thriller de Michael Jackson.

Después del caso de violencia doméstica que ocurrió entre Rihanna y su exnovio Chris Brown, TMZ.com reveló una imagen de Rihanna con heridas visibles. Esas lesiones fueron hechas por Brown, quien fue acusado por asalto y amenazas criminales. En junio de 2009, Brown recibió cinco años de libertad condicional y se le ordenó permanecer a unos cincuenta metros de distancia de Rihanna, menos en los eventos públicos, que se reducirá a diez metros. En una entrevista para MTV, Ne-Yo, uno de los productores del álbum, dijo que no iba a escribir una canción para Rihanna acerca de Brown, pero es normal que Rihanna pueda tener un estilo más afilado y más enojado. El álbum fue un éxito comercial y dio lugar a cinco sencillos, incluyendo el éxito internacional «Rude Boy». Casi medio año después del lanzamiento de Rated R (2009), se reveló que Rihanna estaba planeando lanzar su quinto álbum de estudio. Rihanna dijo que su nuevo material sería más enérgico y diferente que su material anterior. Erik Hermansen del equipo de producción Stargate, habló de cómo se produjo el concepto, afirmando que Rihanna fue a ellos antes de empezar a grabar «Only Girl (In The World)» y les dijo: «Me siento muy bien conmigo misma. Quiero volver a divertirme, quiero hacer canciones felices y rápidas.» Sean Garrett comparó el sonido de las nuevas canciones con sus anteriores éxitos como «Umbrella» y «Rude Boy» En una entrevista para MTV el vicepresidente de Def Jam Recordings comparó el álbum de Rihanna con Thriller de Michael Jackson diciendo:

«Rihanna está viniendo increíblemente. Estoy tratando de empujarla para que cada canción sea un éxito desde la 1 a la 12. Estoy hablando acerca de un álbum sin rellenos. Nuestra muestra en este álbum es de Thriller de Michael Jackson».

Las sesiones de grabación del álbum comenzaron en febrero de 2010, y continuaron durante un período de seis meses, durante su gira The Last Girl On Earth Tour, así como durante el rodaje de la película, Battleship, y concluyó en agosto de 2010. Las sesiones tuvieron lugar en varios estudios de grabación: Burst HQ en Milwaukee, Wisconsin, Cahuenga Pass Studio, Larrabee Sound Studios, The Village, Westlake Recording Studios, y East West Studios en Los Ángeles, Effigy Studios, Electric Lady Recording Studios, Platinum Sound Recording Studios y Roc the Mic Studios en Nueva York, Glenwood Studios en Burbank, California, No Excuses Recording Studios en California, The Hit Factory y We the Best Studios en Florida, Studio at the Palms en Las Vegas y The Bunker Studios en París, Francia. Los cantautores y productores Taio Cruz, Alex da Kid, Sean Garrett, Ne-Yo, Rico Love, Timbaland, Shontelle, David Guetta, y Drake han contribuido al álbum. En septiembre de 2010, durante una charla en su fansite, Rihannadaily.com, Rihanna habló sobre cómo se había hecho el álbum:

«Ya he terminado de grabar el álbum entero», reveló Rihanna durante la charla, que tuvo lugar en el sitio web de fans, RihannaDaily. «Me aseguré de no defraudarlos con mi música. Ustedes siempre me apoyan, por lo que ahora ustedes tienen algunas canciones muy buenas que lo justifican. No quise ir hacia atrás y rehacer Good Girl Gone Bad. Quise dar el siguiente paso en la evolución de Rihanna, y es perfecto para nosotros».

Además de confirmar la finalización del álbum durante la charla electrónica, Rihanna anunció que el álbum sería llamado Loud, diciendo: «Todo el mundo vuélvanse ruidosos, vuelvanse locos, emocionense, porque estoy bombeado. Sólo voy a ser yo, porque eso es lo ustedes más aman, y eso es lo que me hace sentir mejor. El simple hecho de ser normal, normal para mí es Loud, diversión, coqueto y enérgico». Mientras Rihanna estaba en el set de Battleship, explicó en una entrevista con Entertainment Tonight, «Loud el nombre del álbum, sin duda refleja la actitud de este, es muy atrevido, coqueta y llama la atención, por eso me gusta. Te lleva a través de un viaje muy interesante. Así es el colorido del álbum.»

## Composición

### Influencia y sonido
Musicalmente, Loud es un álbum que incorpora ritmos rápidos y géneros relacionados al pop, que van desde el dance-pop a electro-R&B, y el retorno de Rihanna a sus raíces del dancehall, que fue destacado en sus materiales anteriores como Music of the Sun (2005) y A Girl Like Me (2006). En una entrevista con MTV sobre Loud Rihanna dijo: «Quería que las canciones tuvieran la vibra caribeña, que sólo yo puedo hacer y no un disco de pop que Kesha, Lady Gaga o Katy Perry pueden hacer». Durante la promoción de Loud, Rihanna dijo, que mucha de la música nació de la frustración, ella explicó: «Cuando vas a un club y tienes que escuchar mala música no te queda otra que volver al alcohol, porque quieres pasar un buen rato. Odio tener que saltar de una pista. Quería hacer un álbum que sólo pudieras escuchar».

### Canciones y letras
El tema que abre el álbum, «S&M», es una canción eurodance producida por el equipo producción noruego Stargate y Sandy Vee. La canción samples «Master and Servant» de Depeche Mode y contiene lírica de pensamientos sadomasoquistas. Andy Kellman de Allmusic elogió «S&M» como una de las mejores canciones dance-pop de Loud, de manera que hace un eficiente equilibrio, aunque se dio cuenta de que no era tan bueno como su anterior sencillo «Rude Boy». Sin embargo, James Skinner de BBC Music criticó el uso de sadomasoquismo en la letra de la canción, que según él no es sinónimo de coqueta. La segunda pista del álbum «What's My Name?» también fue producida por Stargate, y contiene características vocales del rapero invitado Drake. «What's My Name?» es una canción electro-R&B, y se ve le regreso de Rihanna a los ritmos del Caribe, ritmos de sus inicios. Megan Vick de Billboard, dijo que «What's My Name?» es un esfuerzo en conjunto.
«Cheers (Drink To That)» fue producido por el dúo de productores, The Runners. Mark Savage, de BBC Music describió la canción como un borracho, al galope para pasar una noche en la ciudad, Rihanna se la dedica a todos los alcohólicos en el mundo. La canción también contiene samples de «I'm With You» de Avril Lavigne. «Only Girl (In The World)», el primer sencillo, es la quinta pista en el álbum y es la tercera canción en el álbum producida por Stargate. «Only Girl (In The World)» es una canción dance-pop que incorpora elementos de eurodance. Brad Wete, un crítico de la revista Entertainment Weekly, describe que Rihanna tiene una voz seductora y nos recuerda a la versión más fuerte y más sexy de su sencillo «Don't Stop the Music».
«California King Bed», la sexta pista en el álbum es el punto culminante del álbum, junto con la siguiente canción «Man Down», cuando se trata de sus géneros. «California King Bed» es una balada-rock, mientras que «Man Down» contiene una composición de reggae. Ryan Dombell de Pitchfork Media dijo acerca de «California king Bed», que es un tipo balada de «I Don't Want to Miss a Thing» de Aerosmith, genéticamente para soundtrack. Jon Pareless de The New York Times comentó que en «Man Down», Rihanna tiene su acento antillano en el electro-reggae, con canciones rítmicas que tratan acerca de una mujer que le dispara a un hombre en una plaza. «California King Bed» fue producida por The Runners, que también produjeron «Cheers (Drink To That)», mientras «Man Down» fue producido por el productor Shama Joseph. «Raining Men» contiene la colaboración con Nicki Minaj. Rihanna describe «Raining Men» como una canción muy divertida. «Es muy rítmica pero un poco estrafalaria y divertida». Sin embargo, Allmusic describió la canción con ritmos de R&B, dancehall, como un punto bajo en el álbum. La novena pista en el álbum es «Complicated», que es producida por Tricky Stewart y Ester Dean. Leah Greenblatt de Entertainment Weekly dijo: «Incluso mientras le contaba a un hombre lo duro que es el amor, Rihanna suena casi flotante, su voz recientemente ampliada que sube a escala de la canción». La última canción en el álbum es la secuela del éxito mundial de Eminem y Rihanna, «Love the Way You Lie». «Love the Way You Lie (Part II)», fue producida por Alex da Kid, cuenta con Rihanna como la protagonista y la vocalista principal, viendo los aspectos de una relación desde una perspectiva femenina, a diferencia de la original, que contó con Eminem como vocalista principal y fue desde una perspectiva masculina.

## Recepción

### Comentarios de la crítica
The New York Times dijo que Loud comienza con tonos buenos desde el principio. En Rated R, la cantante compartió un poco de crédito con el caso de violencia doméstica infligido por Chris Brown, con canciones fuertes, portentosas en las cuales insistió en su tenacidad y orgullo, sin embargo en Loud mantiene el trauma a distancia. El álbum empieza con «S&M», con un apoyo entusiasta al uso de cadenas y látigos. «Cheers (Drink To That)», con un samples de Avril Lavigne, con su «Yeah! Yeah!», es una canción para cantar a coro en un bar. Rihanna comparte el ritmo de «Raining Men» con Nicki Minaj, cantando y rapeando sobre un suministro interminable de hombres disponibles. Ella desempeña su acento caribeño con el electro-reggae de «Man Down», sobre asesinato de un hombre y en «What's My Name?», en la que responde plenamente a los cumplidos de Drake.
Slant Magazine después de comparar el material del año pasado, Rated R, con el material de Janet Jackson, The Velvet Rope, Eric Henderson concluyó su examen del álbum expresando esperanzado de que Rihanna no siguiera con algo como All for You de Janet Jackson. A primera vista, parece que sus temores estaban justificados. Al igual que el último éxito de Janet, Loud es un paso decidido fuera de sus problemas personales. La revista comentó que eso puede decepcionar a los críticos, sin embargo, probablemente sea un negocio inteligente. La cantante no ha adoptado o explotado, como quiere ver sus raíces caribeñas, que están presente desde su debut. Después de escuchar todo el álbum, con su pelo rojo y vestidos florales, el patrón hace mucho más sentido. Al final, Loud realmente no es All for You, pero al igual que Janet Jackson, Rihanna siempre ha tenido problemas para adaptarse a un género, pero esta en gran medida entre el dance, el pop y R&B.

Washington Post dijo que después de que la cantante apretara cinco enormes álbumes en su pequeña carrera de seis años sigue siendo enigmática, hasta el punto de un dilema que oficialmente se convierte en desagradable con su nuevo disco Loud. Es una técnica por encima de todo, crédito a su éxito, una enorme masa de fanes que se encuentran con una mujer irresistible. Loud es resistible e impenetrable. Las fantasías sexuales son mucho más jugosas en «S&M», con Rihanna expresando su afinidad por las cadenas y los látigos, mientras hace la mejor pantomima de Lady Gaga. En medio del ritmo electrónico de «Only Girl (In The World)» suena como cualquier otra niña en el mundo.
NME Magazine comentó que los experimentos de Loud se ven más naturales, con su mejor tono de ritmos del Caribe de «Man Down», a través de los brillantes momentos de «What's My Name?» a lo ridículamente dance-pop de «Only Girl (In The World)». «Skin», un lento R&B, en donde la voz sexy de Rihanna se vierte y dice que estar desnudo es bueno. En general el resto del álbum es admirable.

New York Daily News dijo que Loud puede que haya sido muy rápido, no sólo debido a su período de gestación pronta, tan sólo seis meses, entre una larga gira, sino también por su ritmo dance en casi todas las pistas, comenzando con el sencillo «Only Girl (In The World)». Una de sus canciones, «What's My Name?», gira alrededor de una química entre Rihanna y Drake, que es suficiente como para compensar los rumores. Rihanna hace pareja del mismo modo con Nicki Minaj, que se asemeja a la canción de Weather Girls, «It's Raining Men». Aquí no es una canción gay de lujuria, sino una declaración de que ninguna mujer debe preocuparse demasiado por un hombre, teniendo en cuenta su enorme cantidad. Muchas canciones reviven dialectos caribeños de Rihanna. Pero el verdadero triunfo de Loud llega en la forma en que el dolor es operado por placer, haciendo de Rihanna una domininante del pop.

### Desempeño comercial
El álbum debutó en el número tres en el Billboard 200, con ventas de 207.000 copias en los Estados Unidos. Es el más alto debut de Rihanna en ventas de una primera semana en los Estados Unidos. También entró en el número uno en el Billboard R&B/Hip-Hop Albums. En su segunda semana, el álbum cayó al número seis en el Billboard 200 y vendió 141.000 copias. En su tercera semana, el álbum vendió 77.000 copias y se mantuvo dentro de los diez primeros puestos. En su cuarta semana, el álbum vendió 71.000 copias adicionales, llegando al número nueve en el Billboard 200. En su quinta semana, el álbum cayó al número once, con ventas de 84.000 copias. El álbum vendió 111.000 copias adicionales en su sexta semana subiendo al número diez de la lista. En su decimotercera semana, había subido de regreso al número tres con ventas de 62.000 copias. Sin embargo, en su decimocuarta semana, el álbum cayó al número diez, del Billboard 200, con 45.000 copias vendidas. En su decimoquinta semana, Loud saltó del número diez al número ocho después de vender 33.000 copias. Hasta el 22 de mayo de 2011, el álbum había vendido 1.270.700 copias en los Estados Unidos. El 25 de enero de 2011, Loud fue certificado Platino en los Estados Unidos por la RIAA.
Loud ha logrado posicionarse internacionalmente alcanzando los diez primeros puestos en varios países. En Canadá, debutó en el número uno en la lista Canadian Albums Chart, vendiendo 27.000 copias en su primera semana. Loud vendió más de 80.000 unidades en Canadá, logrando certificación de Platino. A partir del 5 de enero de 2011, Loud había vendido más de 130.000 copias en Canadá. En Francia, debutó en el número tres con ventas de 17.304 copias. En su sexta semana en la lista francesas, Loud alcanzó certificación de Platino por alcanzar la cifra de 100.000 copias. En su segunda semana en las listas Australianas, el álbum fue certificado Platino por ventas de más de 70.000 copias. En Italia, el álbum se convirtió en el más alto debut de Rihanna al llegar a la posición número once. El álbum se convirtió en su tercer número uno consecutivo en Suiza. Loud debutó en el número dos en el mercado alemán. El álbum debutó en el número dos en Irlanda, y el Reino Unido. En el Reino Unido, el álbum vendió 91.000 copias en su primera semana. En su séptima semana en las listas, subió al número uno en el Reino Unido, dando su segundo número uno en el país. Después de sólo siete semanas de ventas en el Reino Unido, el álbum se convirtió en el cuarto álbum más vendido en ese país en el año 2010. A partir del 4 de marzo de 2011, el álbum fue certificado Platino cuatro veces por la Industria Fonográfica Británica (BPI), marcando los envíos de 1.3 millones de copias. En términos de ventas, Loud, ha sido el álbum de mayor éxito de Rihanna. Además, como resultado del desempeño de Loud, Rihanna ha vendido un total de 8 millones de copias en el mundo.

## Promoción

### Interpretaciones en directo

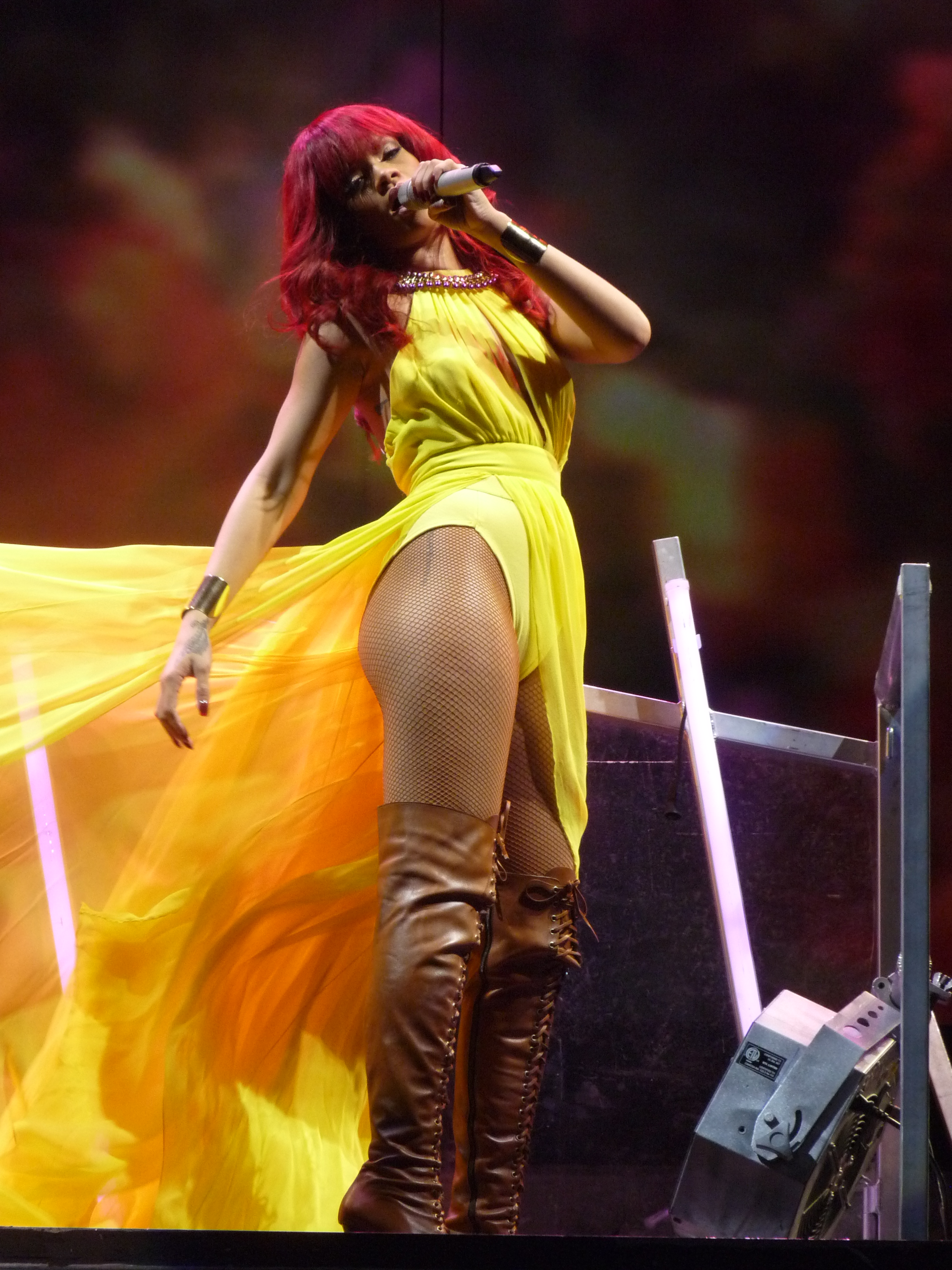
Rihanna cantando «California King Bed» en su gira Loud Tour.

Rihanna se comenzó la promoción de Loud con actuaciones en directo de los sencillos a través de Europa y América del Norte. «Only Girl (In The World)», el primer sencillo del álbum por primera vez fue interpretado en Saturday Night Live el 30 de octubre de 2010, donde Rihanna también estrenó su segundo sencillo «What's My Name?». Al día siguiente, en el Reino Unido, Rihanna cantó la canción en la séptima serie de The X Factor. En otras partes de Europa, Rihanna interpretó la canción en los MTV Europe Music Awards en Madrid, España, el 7 de noviembre de 2010. Además cantó el sencillo en The X Factor en Italia el 9 de noviembre de 2010. Así como la interpretación del sencillo en Le Grand Journal en Francia, el 10 de noviembre de 2010. El 11 de noviembre de 2010, Rihanna apareció en una grabación de The Graham Norton Show en el Reino Unido, donde la cantante dio una entrevista y cantó «Only Girl (In The World)». El 15 de noviembre, antes del lanzamiento del álbum en los Estados Unidos, Rihanna volvió a interpretar «What's My Name?» en MTV The Seven, en vivo desde Times Square, Nueva York. Justo un día después interpretó el segundo sencillo, pero esta vez en The Late Show with David Letterman. El 17 de noviembre de 2010, ella fue una entrevista e interpretó la canción como parte de su lista de temas para su aparición en Good Morning America. Rihanna interpretó un popurrí junto con «Love the Way You Lie (Part II)» y «Only Girl (In The World)» en los American Music Awards el 21 de noviembre de 2010, donde ganó el premio de Artista Soul/R&B Femenina. Rihanna abrió el espectáculo cantando una versión a capela de «Love the Way You Lie (Part II)». Una vez que terminó el primer verso de la canción, intencionalmente cayó de un árbol. Emergió de la niebla y reveló un traje que constaba de un sostén negro y blanco, con pantalones cortos; cantó «What's My Name?». Rihanna terminó el espectáculo después de cantar «Only Girl», que contó con baterías y fuego para el final.
El 11 de diciembre de 2010, Rihanna fue invitada nuevamente a la séptima serie de The X Factor, para cantar «Unfaithful» con el finalista Matt Cardle y una actuación de «What's My Name?». El final fue visto por quince millones de espectadores, pero atrajo a las quejas, en los miles de personas, sobre la elección del vestuario y los movimientos sesuales. Rihanna interpretó la canción con Drake por primera vez en los 53 Premios Grammy el 13 de febrero de 2011. Rihanna también ofreció una actuación en los Brit Awards el 15 de febrero de 2011, donde interpretó «S&M», por primera vez, como un popurrí con los sencillos anteriores, «Only Girl» y «What's My Name?». La cantante iba a realizar la versión completa de «S&M», para promover el lanzamiento de la canción como sencillo, sin embargo se le informó bajar el tono de su actuación por los jefes del programa, realizando así un solo verso. Esto se debió a que la corporación BRIT Awards estaba tratando de evitar la recepción de quejas similares en la final de la séptima temporada de The X Factor. Rihanna fue invitada al NBA All-Star Game el 20 de febrero de 2011, donde interpretó un popurrí de «Umbrella»/ «Only Girl»/«Rude Boy» /«What's My Name?» (con Drake) y «All of the Lights» (con Kanye West).
Rihanna interpretó «California King Bed» por primera vez, junto con Jennifer Sugarland, durante los Premios ACM en manos de la Academia de Música Country, el 3 de abril de 2011. También fue una estrella invitada especial en la décima temporada de la serie American Idol, el 14 de abril de 2011, donde interpretó la canción por segunda vez. Rihanna promovió la canción con pocas actuaciones en ciudades europeas como Milán, París y Hamburgo, como parte de la campaña de Nivea. Rihanna abrió los Billboard Music Awards, realizando el remix de «S&M» con Britney Spears el 22 de mayo de 2011, en el MGM Grand Garden Arena de Las Vegas. Ambas llevaban cadenas de mano y la actuación terminó con una rutina de baile, además de tener una pelea de almohadas. La presentación atrajo quejas debido al contenido sexual, que alimentó aún más la controversia cuando las cantantes se dieron un beso en la mejilla al final de la representación, que la prensa interpretó como un beso en la boca. Rihanna también actuó en el programa de NBC, Today Show, el 27 de mayo de 2011, como parte del Summer Concert Series. Rihanna interpretó «S&M», «Only Girl (In The World)», «What's My Name?» y «California King Bed», y también dio una entrevista sobre el álbum.

### Tour
A fin de promover el álbum, Rihanna comenzó su cuarta gira de conciertos, Loud Tour. Rihanna anunció el 9 de febrero de 2011 que empezaría una gira por todo el mundo e incluyó un total de 99 fechas, 32 en América del Norte, 1 en América Central, 4 en América del Sur y 64 en Europa. Debido a las fuertes ventas de boletos en el Reino Unido, algunas fechas adicionales fueron incluidas en la gira. Ella presentó diez espectáculos en el The O2 Arena de Londres. En American Idol, Rihanna fue entrevistado por Ryan Seacrest, donde habló sobre el diseño del escenario diciendo: «Hemos diseñado el escenario y tenemos una sección que estamos construyendo donde los fans pueden realmente estar en el concierto, en el escenario y estar más cerca de lo que han estado. Es realmente VIP». La parte norteamericana de la gira comenzó el 4 de junio de 2011 en Baltimore, Estados Unidos. En un principio se planeaba que J. Cole y Cee Lo Green abrieran todas las fechas en Estados Unidos, sin embargo Cee Lo Green abandonó la gira citando conflictos de horario. B.o.B y DJ Dummy se presentaron en fechas seleccionadas de la parte norteamericana de la gira. Los raperos Drake, Kanye West y Jay-Z fueron invitados en algunas fechas para llevar a cabo sus colaboraciones como «What's My Name?», «Run This Town» y «Umbrella», respectivamente. El 8 de julio de 2011 en Dallas, Texas, se declaró un incendio después de que Rihanna interpretara «California King Bed». Por razones de seguridad, la audiencia fue evacuada y el concierto se vio obligado a terminar. Rihanna realizó un espectáculo en Barbados y cuatro en Brasil, antes de que comenzara la parte europea de la gira, que se inició el 29 de septiembre de 2011 en Belfast, Irlanda. La gira se ha ganado elogios de los críticos citándola como la mejor gira de Rihanna. Jane Stevenson de Toronto Sun comentó que son las dos horas más grandes que la vida muestra a la altura de la facturación. Jon Brean del Minneapolis Star Tribune señaló que la cantante de Barbados es más visual, vocal y dinámica de lo que nunca antes. La gira fue calificada en el puesto 31 en «Pollstar's Top 100 North American Tours (Mid-Year)», por ganar más de 10 millones de dólares en los primeros 18 shows. Rihanna fue la artista número uno en la lista Billboard Hot Tour Chary, con más boletos vendidos, de su gira Loud Tour. Más de 116.000 aficionados asistieron a los siete espectáculos en Londres, con ingresos de £5,3 millones de euros ($8.5 millones de dólares). Incluso han informado tres conciertos más, añadiendo £2.000.000 de euros ($3.1 millones de dólares), para un total de 12.6 millones de dólares. Además incluyendo los conciertos con capacidad para 15.000 personas en el O2 World Arena en Hamburgo. Alemania reportó, el 4 de diciembre, que se vendieron casi 13.409 de boletos.

### Sencillos

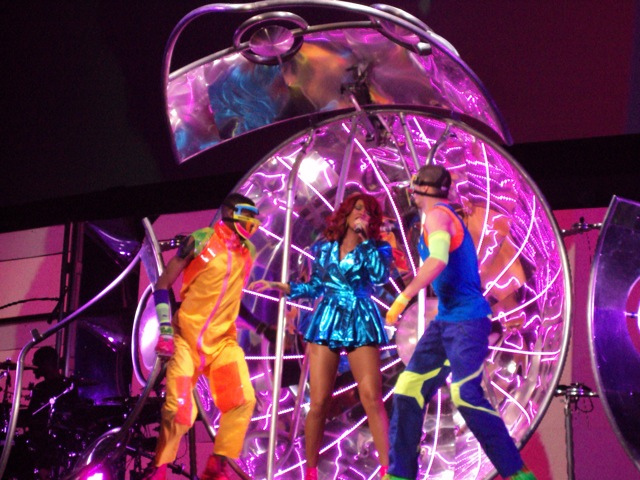
Rihanna cantando el primer sencillo de Loud, «Only Girl (In the World)», en su gira Loud Tour, en marzo de 2011.

«Only Girl (In The World)» fue lanzado como el primer sencillo del álbum el 10 de septiembre de 2010. La canción fue enviada a la radio rítmica de los Estados Unidos el 21 de septiembre de 2010. Recibió comentarios positivos de los críticos, sobre todo por su coro y ritmos dance. La canción alcanzó el número uno en el Billboard Hot 100, así como en el Reino Unido, Canadá, Australia, Austria, Bélgica (Valonia), República de Irlanda, Israel, Italia, Nueva Zelanda, Noruega y Eslovaquia, convirtiéndose en una de sus mejores canciones en listas hasta la fecha. «Only Girl» se convirtió en el cuarto sencillo de Rihanna en ascender al número uno en el 2010, convirtiéndose en la primera mujer, y el primer artista en general, desde Usher en 2004, en colocar sencillos número uno muchas veces en un año. El video musical fue dirigido por Anthony Mandler y fue estrenado el 13 de octubre de 2010. La mayoría de las características del vídeo muestran a Rihanna brincando y bailando. Otras escenas en el vídeo son de Rihanna bailando entre globos multicolores, montada en un columpio que cuelga del cielo, acostada en un jardín de flores y bailando delante de un árbol cubierto de luces parpadeantes. En los 53 Premios Grammy, que se llevaron a cabo en el Staples Center en Los Ángeles, el 13 de febrero de 2011, la canción ganó el premio a la Mejor Grabación Dance. Fue la primera vez que Rihanna ganaba un premio en esta categoría, a pesar de estar nominada en 2008 con «Don't Stop The Music» y en el 2009 con «Disturbia».
«What's My Name?», que cuenta con el artista canadiense Drake, fue lanzada como el segundo sencillo del álbum. La canción fue enviada a la radio rítmica de los Estados Unidos el 28 de octubre de 2010. y lanzado para su descarga digital el 29 de octubre de 2010 en algunos mercados europeos y en los Estados Unidos. Los críticos musicales elogiaron la canción diciendo que era uno de los mejores trabajos vocales de Rihanna hasta la fecha. También elogió la naturaleza romántica de la canción, así como sus tonos sexuales. Sin embargo, hubo algunas críticas negativas hacia el verso de Drake, que incluía una insinuación sexual. La canción alcanzó la posición número uno en el Billboard Hot 100, dando a Rihanna su octavo número uno en la lista, mientras que «Only Girl (In the World)» se convirtió en su noveno número uno, alcanzó la cima de las listas dos semanas después de «What's My Name?», por lo que es la primera vez en la historia de la lista que un primer sencillo de un álbum que llega al número uno después del segundo sencillo. También alcanzó el número uno en el Reino Unido y se convirtió en su quinto sencillo en ocupar el número uno en la tabla, y el primero de Drake. Como resultado, Rihanna se convirtió en la primera artista femenina, en la historia de listas del Reino Unido, en tener sencillos números uno en cinco años consecutivos. Ella es sólo la segunda artista en lograr esta hazaña detrás de Elvis Presley, que acumuló números uno desde 1959-63. El video musical fue dirigido por Philip Andelman y se estrenó el 12 de noviembre de 2010 a través del canal Vevo en YouTube. En el vídeo aparecen Rihanna y Drake, en algunas escenas románticas en un apartamento y una tienda, así como muestra a Rihanna caminando por las calles de la ciudad.
«S&M», el tercer sencillo internacional del álbum , fue enviado a la radio de los Estados Unidos el 25 de enero de 2011. La recepción de «S&M» ha sido desigual, algunos críticos criticaron el uso abierto de la letra sexual, mientras que otros señalaron que es una de las mejores pistas de Loud. Algunos críticos señalaron que «S&M» es una canción que recuerda los temas más oscuros presentes en el anterior álbum de Rihanna, Rated R. «S&M» vino con una serie de remixes de DJs notables, incluyendo un remix que cuenta con la cantante americana Britney Spears, que fue relanzado digitalmente el 11 de abril de 2011. «S&M», ha trazado con éxito entre las diez mejores posiciones en veinticuatro países, entre ellos en el número uno en Australia, Canadá, y en el Billboard Hot 100, el número dos en Nueva Zelanda y el número tres en el UK Singles Chart. El video musical de «S&M» fue codirigida por Rihanna y Melina Matsoukas, que había dirigido los videos musicales de su anterior álbum Rated R. Fue filmado en Los Ángeles durante el fin de semana del 15 de enero de 2011. El video presenta a Rihanna dando una opinión acerca de los medios de comunicaciones, castigando a los que han escrito mal de ella y mostrando su dolor personalmente, mientras que retrata escenas sadomasoquista. Fue prohibido en varios países, solo fue transmitido en horarios nocturnos en la TV, debido a su contenido explícito. El video también fue prohibido por su contenido inapropiado por los usuarios en YouTube, el video es solo para usuarios registrados mayores de 18 años. El video musical enfrentó otra controversia cuando le hicieron acusaciones de plagio, lo que resultó en una demanda para Rihanna. S&M se destaca como la canción más fuerte de Loud.
«California King Bed» fue lanzado como el cuarto sencillo internacional el 3 de mayo de 2011 y fue enviado a las radios el 16 de mayo de 2011. Los críticos elogiaron la interpretación vocal de Rihanna, algunos comentaron que la canción es una balada poderosa, con comparaciones de «I Don't Want to Miss a Thing» de Aerosmith. La canción alcanzó el número uno en Polonia, cuatro en Australia, así como en Nueva Zelanda, el número ocho en el UK Singles chart y cuarenta y tres en el Billboard Hot 100. El video musical fue dirigido por Anthony Mandler y fue filmado por completo en un escenario en el oeste de Hollywood, Los Ángeles, California, en marzo de 2011. La escena se desarrolla en una habitación al aire libre en la playa. Cuenta con Rihanna y su pareja tendida en extremos opuestos de una cama, que mide 18 pies de largo.
«Man Down» fue lanzado como el quinto sencillo internacional el julio de 2011. La canción fue lanzada a las radios rítmicas y urbanas el 13 de mayo de 2011. A principios de marzo de 2011, Rihanna pidió a los aficionados que ayudaran a seleccionar su próximo sencillo. A través de Twitter, a los fanes se les pidió elegir entre «Cheers (Drink To That)», «Man Down», «California King Bed» o «Fading». La opción más popular tendría su video filmado a finales de marzo de 2011. El 12 de marzo de 2011, se confirmó que los fanes habían elegido «California King Bed» como el próximo sencillo del álbum. El video musical fue rodado en Jamaica, en abril de 2011, y fue dirigido por Anthony Mandler. «Man Down», recibió comentarios positivos de los críticos, los críticos lo llaman un retorno de Rihanna a los ritmos del Caribe. Antes de su lanzamiento oficial, la canción debutó en el Billboard R&B/Hip-Hop Songs en el número ochenta y cuatro en la semana del 9 de abril de 2011 y alcanzó un máximo del número diez. Hasta el momento ha alcanzó un máximo de cincuenta y nueve en el Billboard Hot 100. «Man Down» fue lanzado a los medios digitales en Dinamarca, Francia, Países Bajos y Suiza el 11 de julio de 2011 como el cuarto sencillo internacional de Loud. El sencillo también alcanzó la posición número uno en Francia por cinco semanas consecutivas.
Rihanna confirmó «Cheers (Drink to That)» como el siguiente sencillo de Loud en su Twitter el 24 de julio de 2011. La canción se estrenó en las radios el 2 de agosto del 2011, la canción logró la posición número siete en Billboard Hot 100 y la nº15 en UK Singles Chart. La canción cintiene samples de «I'm With You» de Avril Lavigne.

Otras canciones notables
La colaboración con Nicki Minaj, «Raining Men» alcanzó el número cuarenta y ocho en la lista Billboard R&B/Hip-Hop Songs. La canción recibió críticas mixtas de los críticos, que elogiaron la química entre Rihanna y Minaj, pero criticaron que la canción no crea nada nuevo ni original. Tras el lanzamiento de Loud, «Love the Way You Lie (Parte II)», que cuenta con el rapero estadounidense Eminem, debutó y alcanzó el puesto número diecinueve en el Canadian Hot 100. La canción es la secuela del éxito mundial «Love the Way You Lie», y cuenta con Rihanna como la cantante principal. Ha recibido críticas positivas de los críticos de la música, en especial por la voz de Rihanna. La canción fue interpretada en vivo por primera vez como parte de un popurrí con «What's My Name?» y «Only Girl (In The World)» en los American Music Awards en noviembre de 2010.

## Lista de canciones
| Loud |                                               |                                                                                              |                     |          |  |
| N.º  | Título                                        | Escritor(es)                                                                                 | Producer(s)         | Duración |  |
| 1.   | «S&M»                                         | Mikkel Eriksen, Tor Hermansen, Sandy Wilhelm, Ester Dean                                     | Stargate, Sandy Vee | 4:03     |  |
| 2.   | «What's My Name?» (con Drake)                 | Hermansen, Eriksen, Tracy Hale, Dean                                                         | StarGate            | 4:23     |  |
| 3.   | «Cheers (Drink to That)»                      | The Runners, Stacey Barthe, L. Pergolizzi, Corey Gibson, C. Ivery, Avril Lavigne, The Matrix | The Runners         | 4:21     |  |
| 4.   | «Fading»                                      | Jamal Jones, Dean Rihanna                                                                    | Polow da Don        | 3:19     |  |
| 5.   | «Only Girl (In the World)»                    | Crystal Johnson, Eriksen, Hermansen, Wilhelm                                                 | The Runners         | 3:55     |  |
| 6.   | «California King Bed»                         | Harn, Jackson, Priscilla Renea, A. Delicata                                                  | The Runners         | 4:11     |  |
| 7.   | «Man Down»                                    | Shama Joseph, Timothy & Theron Thomas, Shontelle Layne                                       | Shama Joseph        | 4:27     |  |
| 8.   | «Raining Men» (con Nicki Minaj)               | M. Hough II, R. Wouter, Timothy & Theron Thomas, Nicki Minaj                                 | Mel & Mus           | 3:45     |  |
| 9.   | «Complicated»                                 | Christopher Stewart, Dean Rihanna                                                            | Tricky Stewart      | 4:18     |  |
| 10.  | «Skin»                                        | Kenneth Coby, U. Yancy                                                                       | Soundz              | 5:04     |  |
| 11.  | «Love the Way You Lie (Part II)» (con Eminem) | Alexander Grant, H. Hafferman, Marshall Mathers                                              | Alex da Kid         | 5:01     |  |

| iTunes Bonus Tracks |                                                     |          |  |
| N.º                 | Título                                              | Duración |  |
| 1.                  | «Love the Way You Lie» (Piano version)              | 4:09     |  |
| 2.                  | «Only Girl (In the World)» (Music video)            | 4:15     |  |
| 3.                  | «Only Girl (In the World)» (Remix) (Pre-order only) | 6:25     |  |
| 4.                  | «Who's That Chick?» (con David Guetta)              |          |  |

| Japan bonus tracks |                                                    |          |  |
| N.º                | Título                                             | Duración |  |
| 1.                 | «Only Girl (In the World)» (The Bimbo Jones Radio) | 3:53     |  |
| 2.                 | «Only Girl (In the World)» (CCW Radio Mix)         | 3:44     |  |

| Deluxe Edition Bonus DVD |                                                                       |          |  |
| N.º                      | Título                                                                | Duración |  |
| 1.                       | «The Making of Loud: Chapter 1»                                       | 0:48     |  |
| 2.                       | «The Making of Loud: Chapter 2 - Raining Men Recording Session»       | 1:32     |  |
| 3.                       | «The Making of Loud: Chapter 3 - Man Down Recording Sesson»           | 1:40     |  |
| 4.                       | «The Making of Loud: Chapter 4»                                       | 0:30     |  |
| 5.                       | «The Making of Loud: Chapter 5 - Live in NYC - Madison Square Garden» | 7:00     |  |
| 6.                       | «The Making of Loud: Chapter 6 - Reb'l Fleur Photo Shoot»             | 3:30     |  |
| 7.                       | «The Making of Loud: Chapter 7 - Loud Album Art Photo Shoot»          | 1:52     |  |
| 8.                       | «The Making of Loud: Chapter 8 - Day One»                             | 3:39     |  |
| 9.                       | «The Making of Loud: Chapter 9 - Day Two»                             | 2:48     |  |
| 10.                      | «The Making of Loud: Chapter 10 - Credits»                            | 3:05     |  |

Notas
- «Cheers (Drink To That)» incluye samples de la canción «I'm With You» de Avril Lavigne y está escrita por Lavigne, The Matrix y Lauren Christy.[182]

## Listas y certificaciones

### Semanales
| País            | Lista (2010-11-12)              | Mejor Posición |
| --------------- | ------------------------------- | -------------- |
| Australia       | Australia Albums Chart          | 2              |
| Australia       | Australia Urban Albums          | 1              |
| Austria         | Austrian Albums Chart           | 3              |
| Bélgica         | Belgium Albums Chart (Flanders) | 3              |
| Bélgica         | Belgium Albums Chart (Wallonia) | 2              |
| Canadá          | Canadian Albums Chart           | 1              |
| República Checa | Czech Republic Albums Chart     | 12             |
| Croacia         | Croatian Albums Chart           | 1              |
| Dinamarca       | Denmark Albums Chart            | 2              |
| Países Bajos    | Dutch Albums Chart              | 6              |
| Europa          | European Albums Chart           | 1              |
| Finlandia       | Finland Albums Chart            | 7              |
| Francia         | French Albums Chart             | 3              |
| Alemania        | German Albums Chart             | 2              |
| Grecia          | Greek Albums Chart              | 8              |
| Hungría         | Hungarian Albums Chart          | 13             |
| Irlanda         | Irish Albums Chart              | 1              |
| Italia          | Italian Albums Chart            | 11             |
| México          | Mexican Albums Chart            | 17             |
| Nueva Zelanda   | New Zeland Albums Chart         | 4              |
| Noruega         | Norwegian Albums Chart          | 1              |
| Polonia         | Poland Albums Chart             | 4              |
| Portugal        | Portugal Albums Chart           | 10             |
| Escocia         | Scottish Albums Chart           | 1              |
| Eslovaquia      | Slovaquia Albums Chart          | 12             |
| España          | Spain Albums Chart              | 6              |
| Suiza           | Swiss Albums Chart              | 1              |
| Suecia          | Swedish Albums Chart            | 15             |
| Turquía         | Turkish Albums Charts           | 1              |
| Reino Unido     | UK Albums Chart                 | 1              |
| Reino Unido     | UK R&B Albums                   | 1              |
| Estados Unidos  | Billboard 200                   | 3              |
| Estados Unidos  | Top R&B/Hip-Hop Albums          | 1              |

### Certificaciones
| País           | Organismo certificador | Certificación                                        | Ventas certificadas | Simbolización | Ref.            |
| -------------- | ---------------------- | ---------------------------------------------------- | ------------------- | ------------- | --------------- |
| Australia      | ARIA                   | 3x Platino                                           | 210.000             | 3▲            | [ 214 ]         |
| Argentina      | CAPIF                  | Oro                                                  | 20.000              | ▲             |                 |
| Alemania       | BVMI                   | 3x oro                                               | 300.000             | ▲             | [ 215 ]         |
| Austria        | IFPI — Austria         | Oro                                                  | 7.500               | ●             | [ 216 ]         |
| Bélgica        | IFPI — Bélgica         | Platino                                              | 30.000              | ▲             | [ 217 ]         |
| Brasil         | ABPD                   | Platino                                              | 40.000              | ▲             | [ 218 ]         |
| Canadá         | CRIA                   | 3× Platino                                           | 240.000             | 3▲            | [ 219 ]         |
| Chile          | IFPI — Chile           | Oro                                                  | 7.500               | ●             |                 |
| Dinamarca      | IFPI — Dinamarca       | Platino                                              | 20.000              | ▲             | [ 220 ]         |
| España         | PROMUSICAE             | Oro                                                  | 20.000              | ●             | [ 221 ]         |
| Estados Unidos | RIAA                   | x3 Platino                                           | 3.000.000           | 3▲            | [ 222 ]         |
| Francia        | SNEP                   | 3x Platino                                           | 380.000             | 3▲            | [ 223 ]         |
| Hungría        | MAHASz                 | Oro                                                  | 1.000               | ●             | [ 224 ] [ 225 ] |
| Irlanda        | IRMA                   | 5× Platino                                           | 75.000              | 5▲            | [ 226 ]         |
| Italia         | FIMI                   | Platino                                              | 30.000              | ▲             | [ 227 ]         |
| Indonesia      | IFPI — Indonesia       | Platino                                              | 75.000              | ▲             | [ 228 ]         |
| Japón          | RIAJ                   | Oro                                                  | 100.000             | ●             | [ 229 ]         |
| Nueva Zelanda  | RIANZ                  | Platino                                              | 15.000              | ▲             | [ 201 ]         |
| Perú           | IFPI — Perú            | 3x Platino                                           | 18.000              | 3▲            | [ 230 ]         |
| Polonia        | ZPAV                   | 3× Platino                                           | 90.000              | 3▲            | [ 231 ]         |
| Reino Unido    | BPI                    | Archivo:Sextuple Platinum record icon.svg 6× Platino | 1.800.000           | 6▲            | [ 232 ]         |
| Rusia          | NFPP                   | Oro                                                  | 25.000              | ●             | [ 233 ]         |
| Suiza          | IFPI — Suiza           | 2× Platino                                           | 40.000              | 2▲            | [ 234 ]         |
| Suecia         | IFPI — Suecia          | 2x Platino                                           | 80.000              | 2▲            | [ 235 ]         |
| Europa         | IFPI                   | 3× Platino                                           | 3.000.000           | 3▲            | [ 236 ]         |
| GCC            | GCC                    | Oro                                                  | 3.000               | ●             | [ 237 ]         |

### Anuales
| País          | Listas (2010)                   | Posición |
| ------------- | ------------------------------- | -------- |
| Austria       | Austria Albums Chart            | 72       |
| Reino Unido   | UK Albums Chart                 | 4        |
| Bélgica       | Belgium Albums Chart (Flanders) | 64       |
| Suiza         | Swiss Albums Charts             | 21       |
| Países Bajos  | Dutch Albums Chart              | 83       |
| Australia     | Australian Albums Chart         | 23       |
| Australia     | Australian Urban Albums         | 4        |
| Alemania      | German Albums Chart             | 39       |
| Nueva Zelanda | New Zealand Singles Chart       | 25       |
| Irlanda       | Irish Singles Chart             | 5        |
| Rusia         | Russian Singles Chart           | 51       |

| País           | Listas (2011)                   | Posición |
| -------------- | ------------------------------- | -------- |
| Alemania       | German Albums Chart             | 32       |
| Australia      | Australian Albums Chart         | 13       |
| Australia      | Australian Urban Albums         | 2        |
| Austria        | Austria Albums Chart            | 33       |
| Bélgica        | Belgium Albums Chart (Flanders) | 8        |
| Canadá         | Canadian Albums Chart           | 2        |
| Estados Unidos | Billboard 200                   | 9        |
| Estados Unidos | R&B/Hip-Hop Albums              | 3        |
| Irlanda        | Irish Singles Chart             | 6        |
| Países Bajos   | Dutch Albums Chart              | 31       |
| Suiza          | Swiss Albums Charts             | 6        |
| Reino Unido    | UK Albums Chart                 | 6        |
| Reino Unido    | UK R&B Albums                   | 1        |

## Premios y nominaciones recibidas
Loud fue nominado en distintas ceremonias de premiación. A continuación, una lista con algunas de las candidaturas que obtuvo el álbum y sus sencillos:
| Año  | Ceremonia                        | Trabajo                    | Categoría                         | Resultado |
| ---- | -------------------------------- | -------------------------- | --------------------------------- | --------- |
| 2010 | IFPI Platinum Europe Awards      | Loud                       | Reconocimiento al álbum           | Ganador   |
| 2011 | American Music Awards            | Loud                       | Álbum Soul/R&B favorito           | Ganador   |
| 2011 | American Music Awards            | Loud                       | Álbum Pop/Rock favorito           | Nominado  |
| 2011 | ASCAP Pop Music Awards           | «Only Girl (In the World)» | Canción más interpretada          | Ganador   |
| 2011 | BET Awards                       | «What's My Name?»          | Mejor Colaboración                | Nominado  |
| 2011 | BET Awards                       | «What's My Name?»          | Elección de los espectadores      | Nominado  |
| 2011 | Billboard Music Awards           | Loud                       | Mejor álbum R&B                   | Nominado  |
| 2011 | Billboard Music Awards           | «What's My Name?»          | Mejor canción R&B                 | Nominado  |
| 2011 | Billboard Touring Awards         | Loud Tour                  | Mejor Gira                        | Nominado  |
| 2011 | Capricho Music Awards            | «S&M»                      | Mejor video                       | Nominado  |
| 2011 | Grammy Awards                    | «Only Girl (In the World)» | Mejor grabación Dance             | Ganador   |
| 2011 | IFPI Platinum Europe Awards      | Loud                       | Reconocimiento al álbum           | Ganador   |
| 2011 | IFPI Platinum Europe Awards      | «Only Girl (In the World)» | Mejor canción dance pop           | Nominado  |
| 2011 | IFPI Platinum Europe Awards      | «Only Girl (In the World)» | Mejor canción dance R&b/urban     | Ganador   |
| 2011 | J.Y.S.I. Awards                  | Loud                       | Mejor álbum                       | Ganador   |
| 2011 | J.Y.S.I. Awards                  | «Only Girl (In the World)» | Mejor video Femenino              | Ganador   |
| 2011 | J.Y.S.I. Awards                  | «What's My Name?»          | Mejor colaboración                | Nominado  |
| 2011 | J.Y.S.I. Awards                  | «S&M»                      | Mejor video                       | Ganador   |
| 2011 | J.Y.S.I. Awards                  | «California King Bed»      | Mejor video pop                   | Nominado  |
| 2011 | J.Y.S.I. Awards                  | «Man Down»                 | Mejor canción                     | Nominado  |
| 2011 | Mp3 Music Awards                 | «Cheers (Drink to That)»   | Premio BFV                        | Nominado  |
| 2011 | MTV Video Music Awards Japan     | «Only Girl (In the World)» | Mejor video R&B                   | Ganador   |
| 2011 | MTV Video Music Awards Japan     | «Only Girl (In the World)» | Mejor video femenino              | Nominado  |
| 2011 | MuchMusic Video Awards           | «Only Girl (In the World)» | Mejor video internacional del año | Nominado  |
| 2011 | MuchMusic Video Awards           | «Only Girl (In the World)» | Video más visto del año           | Nominado  |
| 2011 | Premios 40 Principales           | «S&M»                      | Canción favorita                  | Nominado  |
| 2011 | Soul Train Music Awards          | «Only Girl (In the world)» | Mejor interpretación dance        | Nominado  |
| 2011 | Soul Train Music Awards          | «What's My Name?»          | Mejor interpretación dance        | Nominado  |
| 2011 | Soul Train Music Awards          | «Man Down»                 | Mejor interpretación caribeña     | Ganador   |
| 2011 | The 4Music Video Honours         | «What's My Name?»          | Mejor video                       | Nominado  |
| 2011 | The 4Music Video Honours         | «California King Bed»      | Mejor video                       | Nominado  |
| 2011 | The Record of the Year           | «S&M»                      | Grabación del año                 | Nominado  |
| 2011 | Z Awards                         | Loud                       | Álbum del año                     | Ganador   |
| 2011 | Z Awards                         | «S&M Remix»                | Colaboración del año              | Ganador   |
| 2012 | Barbados Music Awards            | Loud                       | Álbum del año                     | Pendiente |
| 2012 | Barbados Music Awards            | «Only Girl (In the World)» | Canción del año                   | Pendiente |
| 2012 | Barbados Music Awards            | «Only Girl (In the World)» | Video musical del año             | Pendiente |
| 2012 | Barbados Music Awards            | «What's My Name?»          | Video musical del año             | Pendiente |
| 2012 | Grammy Awards                    | Loud                       | Álbum del año                     | Nominado  |
| 2012 | Grammy Awards                    | Loud                       | Mejor álbum pop vocal             | Nominado  |
| 2012 | Grammy Awards                    | «What's My Name?»          | Mejor colaboración rap/cantanda   | Nominado  |
| 2012 | ASCAP Pop Music Awards           | «What's My Name?»          | Canción más interpretada          | Ganador   |
| 2012 | ASCAP Pop Music Awards           | «S&M»                      | Canción más interpretada          | Ganador   |
| 2012 | ASCAP Pop Music Awards           | «Only Girl (In the World)» | Canción más interpretada          | Ganador   |
| 2012 | ASCAP Rhythm & Soul Music Awards | «What's My Name?»          | R&B/Hip-Hop Songs                 | Ganador   |
| 2012 | ASCAP Rhythm & Soul Music Awards | «Man Down»                 | R&B/Hip-Hop Songs                 | Ganador   |
| 2012 | ASCAP Rhythm & Soul Music Awards | «What's My Name?»          | Canción con más premios ganados   | Ganador   |
| 2012 | ASCAP Rhythm & Soul Music Awards | «S&M»                      | Canción con más premios ganados   | Ganador   |
| 2012 | ASCAP Rhythm & Soul Music Awards | «Only Girl (In the World)» | Canción con más premios ganados   | Ganador   |
| 2012 | Juno Awards                      | Loud                       | Álbum internacional del año       | Nominado  |
| 2012 | MTV Platinum Video Plays Awards  | «California King Bed»      | Platino                           | Ganador   |
| 2012 | MTV Platinum Video Plays Awards  | «California King Bed»      | Platino                           | Ganador   |
| 2012 | MTV Platinum Video Plays Awards  | «What's My Name?»          | Platino                           | Ganador   |
| 2012 | VEVOCertified Awards             | «California King Bed»      | 100.000.000 de vistas             | Ganador   |
| 2012 | VEVOCertified Awards             | «What's My Name?»          | 100.000.000 de vistas             | Ganador   |
| 2012 | VEVOCertified Awards             | «Man Down»                 | 100.000.000 de vistas             | Ganador   |
| 2012 | VEVOCertified Awards             | «Only Girl (In the World)» | 100.000.000 de vistas             | Ganador   |

## Lanzamiento
| País           | Fecha                   | Formato                | Discográfica       |
| -------------- | ----------------------- | ---------------------- | ------------------ |
| Australia      | 12 de noviembre de 2010 | CD Descarga digital    | Universal Music    |
| Alemania       | 12 de noviembre de 2010 | CD Descarga digital    | Universal Music    |
| Países Bajos   | 12 de noviembre de 2010 | CD Descarga digital    | Universal Music    |
| Luxemburgo     | 12 de noviembre de 2010 | CD Descarga digital    | Universal Music    |
| Grecia         | 12 de noviembre de 2010 | CD Descarga digital    | Universal Music    |
| Bélgica        | 12 de noviembre de 2010 | CD Descarga digital    | Universal Music    |
| España         | 12 de noviembre de 2010 | CD Descarga digital    | Universal Music    |
| Suiza          | 12 de noviembre de 2010 | CD Descarga digital    | Universal Music    |
| Irlanda        | 12 de noviembre de 2010 | CD Descarga digital    | Universal Music    |
| Noruega        | 12 de noviembre de 2010 | CD Descarga digital    | Universal Music    |
| Finlandia      | 12 de noviembre de 2010 | CD Descarga digital    | Universal Music    |
| Dinamarca      | 12 de noviembre de 2010 | CD Descarga digital    | Universal Music    |
| Italia         | 12 de noviembre de 2010 | CD Descarga digital    | Universal Music    |
| Francia        | 15 de noviembre de 2010 | CD Descarga digital    | Universal Music    |
| Nueva Zelanda  | 15 de noviembre de 2010 | CD Descarga digital    | Universal Music    |
| Portugal       | 15 de noviembre de 2010 | CD Descarga digital    | Universal Music    |
| Reino Unido    | 15 de noviembre de 2010 | CD Descarga digital    | Mercury Records    |
| Filipinas      | 15 de noviembre de 2010 | CD                     | MCA Music Inc.     |
| México         | 16 de noviembre de 2010 | CD Descarga digital    | Universal Music    |
| Canadá         | 16 de noviembre de 2010 | CD Descarga digital    | Universal Music    |
| Estados Unidos | 16 de noviembre de 2010 | CD Descarga digital LP | Def Jam Recordings |
| Puerto Rico    | 16 de noviembre de 2010 | CD                     | Def Jam Recordings |
| Suecia         | 17 de noviembre de 2010 | CD Descarga digital    | Universal Music    |
| Polonia        | 19 de noviembre de 2010 | CD Descarga digital    | Universal Music    |
| Brasil         | 30 de noviembre de 2010 | CD Descarga digital    | Universal Music    |
| China          | 14 de diciembre de 2010 | CD                     | Universal Music    |
| India          | 14 de diciembre de 2010 | CD                     | Universal Music    |
| Japón          | 19 de enero de 2011     | CD Descarga digital    | Universal Music    |